# McLeod (Oregon)
McLeod az Amerikai Egyesült Államok északnyugati részén, Oregon állam Jackson megyéjében, az Oregon Route 62 mentén elhelyezkedő önkormányzat nélküli település.
Névadója az 1910-ben ideérkezett William R. McLeod telepes.

## Fordítás
- Ez a szócikk részben vagy egészben  a   McLeod, Oregon című angol Wikipédia-szócikk ezen változatának fordításán alapul.  Az eredeti cikk szerkesztőit annak laptörténete sorolja fel. Ez a jelzés csupán a megfogalmazás eredetét és a szerzői jogokat jelzi, nem szolgál a cikkben szereplő információk forrásmegjelöléseként.